# Pseudophoxinus syriacus
Pseudophoxinus syriacus é uma espécie de peixe actinopterígeo da família Cyprinidae.
Apenas pode ser encontrada no Libano.
Os seus habitats naturais são: rios, rios intermitentes e lagos de água doce.
Está ameaçada por perda de habitat.